# Bệnh Paget vú
Bệnh paget vú là một dạng hiếm gặp của ung thư vú. Bệnh Paget bắt đầu từ núm vú và kéo dài đến vùng sẫm màu quanh núm vú. Bệnh Paget vú không liên quan đến bệnh Paget xương, một căn bệnh về chuyển hóa của xương. Bệnh Paget vú thường xảy ra ở phụ nữ lớn tuổi (trên 50 tuổi). Hầu hết phụ nữ bị Paget vú thường bị ung thư ống động mạch vú tiềm ẩn, hoặc tại chỗ - nghĩa là ở vị trí ban đầu của nó, hoặc ít phổ biến hơn là ung thư vú dạng xâm lấn. Chỉ trong một vài trường hợp hiếm hoi, bệnh Paget vú chỉ giới hạn ở núm vú đó.

## Lịch sử
Bệnh Paget của vú được đặt theo tên bác sĩ người Anh Sir James Paget. Năm 1874, Bác sĩ Paget đã ghi nhận mối quan hệ giữa sự thay đổi núm vú và ung thư vú. (Một số bệnh khác cũng được đặt theo tên của Sir James Paget, bao gồm bệnh Paget xương và bệnh Paget ở mí mắt. Các bệnh này không liên quan đến bệnh Paget vú.)

## Dịch tễ học
Bệnh vú Paget là một bệnh phổ biến, chiếm 1-4,3% trong các ung thư vú. Bệnh Paget phổ biến hơn ở phụ nữ vì sự thống trị của bệnh ung thư vú ở phụ nữ. Nó hay gặp nhất ở phụ nữ sau mãn kinh, trung bình 57 tuổi, nhưng cũng gặp ở những người trẻ tuổi hay người lớn tuổi hơn.

## Sinh lý học
Tế bào ác tính được gọi là tế bào Paget là một dấu hiệu của bệnh Paget của vú. Những tế bào này được tìm thấy trong lớp biểu bì (lớp bề mặt) của da ở núm vú và quầng vú. Tế bào Paget thường lớn, Dưới kính hiển vi có thể thấy các tế bào đơn lẻ hoặc thành nhóm nhỏ trong các tế bào lớp biểu bì.

## Triệu chứng
Bệnh vú Paget ảnh hưởng đến núm vú và thường là vùng da (quầng vú) xung quanh nó. Dễ bị nhầm lẫn với các dấu hiệu và triệu chứng của bệnh viêm da hoặc bệnh khác không phải ung thư da (lành tính) Paget.
Các dấu hiệu và triệu chứng của bệnh vú Paget có thể bao gồm:
- Da bong tróc hoặc có vảy trên núm vú
- Da khô, có nước hoặc cứng giống như chàm trên núm vú, quầng vú hoặc cả hai
- Ngứa
- Đỏ
- Cảm giác ngứa hoặc nóng rát[1][9]
- Có dịch màu hoặc có máu ở núm vú
- Núm vú phẳng hoặc tụt vào trong
- Một khối u trong vú
- Da ở vú dày

Các dấu hiệu và triệu chứng thường xảy ra trong chỉ có một vú. Bệnh thường bắt đầu trong núm vú và có thể lây lan sang quầng vú và các vùng khác của vú.

## Nguyên nhân
Nguyên nhân gây bệnh Paget vẫn chưa được biết rõ. Lý thuyết được chấp nhận rộng rãi nhất là các tế bào ung thư từ một khối u trong vú đi qua các ống dẫn sữa đến núm vú và quầng vú. Điều này giải thích tại sao bệnh Paget vú và các khối u trong vú gần như luôn tìm thấy cùng nhau. Một giả thuyết thứ hai là các tế bào trong các núm vú hoặc quầng vú trở thành các tế bào ung thư. Điều này sẽ giải thích tại sao một số người bị bệnh Paget của vú mà không có khối u trong vú đó.

## Chẩn đoán
Bệnh Paget có thể bị nhầm lẫn với bệnh ngoài da khác như eczema, viêm da và bệnh vẩy nến, bởi vì chúng nhìn rất giống nhau. Điều này có thể làm cho bệnh Paget khó chẩn đoán.
Một số xét nghiệm có thể được thực hiện để chẩn đoán bệnh vú Paget.

### Chụp quang tuyến vú (X-quang vú)
Chụp quang tuyến vú có thể được sử dụng để tìm những thay đổi ở vú bị ảnh hưởng và kiểm tra vú khác.

### Siêu âm
Thử nghiệm này là không gây đau đớn và chỉ mất vài phút.

### Sinh thiết
Đây là thử nghiệm chính cho tế bào ung thư bên dưới bề mặt da. Một mẫu nhỏ của da và mô vú cơ bản được thực hiện và gửi đến phòng thí nghiệm để được kiểm tra dưới kính hiển vi. 

### Cạo tế bào học
Các tế bào từ các khu vực bị ảnh hưởng được cạo vào một bản thủy tinh, được kiểm tra dưới kính hiển vi.

## Điều trị
Phẫu thuật là phương pháp điều trị chính cho bệnh Paget. Điều trị khác phụ thuộc vào việc ung thư vú là DCIS hay ung thư lây lan. Một số người không cần tiếp tục điều trị sau khi phẫu thuật. Những người khác có thể kết hợp phương pháp điều trị, bao gồm xạ trị, liệu pháp hormone, hóa trị...